# Criollo de las Islas Vírgenes
El criollo de las Islas Vírgenes, o inglés criollo de las Islas Vírgenes, es un criollo basado en el inglés que consta de varias variedades que se hablan en las islas Vírgenes y las cercanas islas SSS de Saba, San Martín y San Eustaquio, donde se conoce como Saban English, Saint Martin English y Statian English respectivamente.
El término "criollo de las Islas Vírgenes" es una terminología formal utilizada por académicos y rara vez se usa en el habla cotidiana. De manera informal, el criollo se conoce con el término dialecto, ya que los lugareños a menudo perciben el criollo como una variedad dialectal del inglés en lugar de un idioma criollo inglés.. Sin embargo, la investigación sociohistórica y lingüística académica sugiere que, de hecho, es una lengua criolla inglesa.
Debido a que hay varias variedades de criollo de las Islas Vírgenes, también se lo conoce coloquialmente por la isla específica en la que se habla: dialecto cruciano, dialecto tomiano, dialecto tortoliano, dialecto de Saba, dialecto de San Martín, dialecto estaciano.

## Historia
El criollo se formó cuando los africanos esclavizados, incapaces de comunicarse entre sí y con sus dueños europeos debido a que fueron tomados de diferentes regiones de África occidental con diferentes idiomas, crearon un pidgin basado en inglés con palabras y estructuras gramaticales derivadas de África occidental. Esto se desarrolló a medida que se transmitía a las generaciones posteriores como su lengua materna.
Las islas de Saint Thomas y Saint John, aunque eran colonias danesas, tenían una población europea de origen principalmente holandés, lo que llevó a los africanos esclavizados a crear primero un criollo con base holandesa, conocido como negerhollands. Negerhollands fue de uso general en Saint Thomas y Saint John hasta el siglo XIX, cuando los británicos ocuparon las Indias Occidentales Danesas de 1801 a 1802 y de 1807 a 1815. Además, a medida que el inglés se convirtió en el idioma preferido para el comercio y los negocios en el concurrido puerto de Charlotte Amalie, el criollo de las Islas Vírgenes se estableció con preferencia al Negerhollands. Parte de la población continuó usando negerhollands hasta bien entrado el siglo XX.
A diferencia de la población europea continental de las otras islas danesas de las Indias Occidentales, la de Saint Croix era principalmente de origen inglés, irlandés y escocés, lo que llevó a los esclavos africanos a desarrollar un criollo basado en el inglés durante los siglos XVIII y XIX. En el siglo XIX, el criollo de las Islas Vírgenes se hablaba en Saint Thomas y Saint John, cuando el negerhollands se estaba desvaneciendo. A fines del siglo XIX, el criollo inglés reemplazó por completo al negerhollands como el dialecto nativo de Saint Thomas y Saint John.
El criollo también se había estado desarrollando en las actuales Islas Vírgenes Británicas. Los británicos se apoderaron de las islas de los holandeses en 1672. Los africanos esclavizados fueron llevados a trabajar a las plantaciones en las islas de Tórtola, Virgen Gorda, Anegada y Jost Van Dyke donde, al igual que los esclavizados en St. Croix a más de 40 millas de distancia, desarrolló un criollo basado en el inglés. Aunque las Islas Vírgenes de los Estados Unidos y las británicas están políticamente separadas, comparten una cultura común de las islas Vírgenes, una historia similar basada en el colonialismo y la esclavitud, y algunos linajes comunes.
Al igual que los de las islas Vírgenes, los esclavos africanos fueron llevados a las islas SSS de Saba, San Eustaquio y San Martín. El predominio de europeos de las islas británicas en estas islas, así como la proximidad y el comercio de las islas SSS con las islas cercanas de habla inglesa, dieron como resultado que se hablara un criollo inglés en las islas SSS. Debido a la fuerte importación de trabajadores de San Martín después de la emancipación de 1848 en las Indias Occidentales Danesas, así como a la tendencia de los hacendados ricos a poseer plantaciones tanto en las islas Vírgenes como en las islas SSS, los habitantes "ancestrales" (descendientes de los originales esclavos africanos y colonos europeos) de las islas SSS comparten linajes comunes y una cultura común con los de las Islas Vírgenes Británicas y de EE. UU.